# Джой (буква)
Джой (𐍖, коми джой, также джои) — седьмая буква древнепермского алфавита, использовавшегося для записи языка коми и в качестве тайнописи старорусского языка.

## Использование
Буква 𐍖 обозначала звук [d͡ʐ], что соответствует кириллической букве Җ җ в алфавите Молодцова и диграфу Дж дж в современном алфавите. В русских тайнописных текстах может соответствовать кириллической ш.
Также использовалась для обозначения числа 7 (иногда в сочетании с титлом, аналогично кириллической системе счисления).

## Название
В списках шуй-варианта, близкого к древнепермскому оригиналу и вычегодскому диалекту, встречаются варианты названий джои и джой; в шой-варианте, близком к сысольскому диалекту, буква отсутствует. В. И. Лыткин полагает, что именно джой и было первоначальным названием буквы. Слово джой в языке коми не имеет значения.
В некоторых списках буква вовсе отсутствует.

## Начертание
Происхождение буквы, предположительно, связано с пасами.

## Кодировка
Буква была закодирована в блоке Юникода «Древнепермское письмо» (англ. Old Permic) в версии 7.0, вышедшей 16 июня 2014 года, под кодом U+10356.